# Catedral de San Felipe Apóstol (Venezuela)
La Catedral de Nuestra Señora de la Presentación o Catedral de San Felipe es el nombre que recibe un edificio religioso que pertenece a la Iglesia Católica y se encuentra ubicada en la Avenida 7 entre la Avenida Caracas y Calle 9, en San Felipe, en el Municipio San Felipe, capital del Estado Yaracuy, en la Región Centroccidental de Venezuela.
El templo sigue el rito romano o latino y funciona como la sede de la Diócesis de San Felipe (Dioecesis Sancti Philippi in Venetiola) que fue creada el 7 de octubre de 1966 cuando el Papa Pablo VI dictó la bula Ex tempore quo. El edificio actual fue finalizado en 1973 y reemplazo una antigua estructura que databa de la época colonial. Su diseño es obra del arquitecto Erasmo Calvani.
Este Templo lleva por patrona a Nuestra Señora de la Presentación, Titular y Patrona de dicha Catedral y del Estado Yaracuy. Siendo declarada patrona de la Diócesis de San Felipe el 27 de febrero de 1982, este mismo día fue develada su imagen de 2,5 metros, elaborada en España por Faustino Sanz Herraz, imaginero español, y que hoy dicha imagen reposa en la nave central de dicha Iglesia Catedral, donde cada 2 de febrero se celebra su solemnidad. La Catedral lleva por Patrona a la Virgen de la Presentación solo que se le dice de San Felipe por estar ubicada en la ciudad homónima.
No debe ser confundido con un templo del mismo nombre ubicado en San Felipe, Chile.